# Roseți, Călărași
Roseți este satul de reședință al comunei cu același nume din județul Călărași, Muntenia, România.